# Zalesice-Kolonia (województwo mazowieckie)
Zalesice-Kolonia – wieś (do 31 grudnia 2002 kolonia) w Polsce położona w województwie mazowieckim, w powiecie radomskim, w gminie Wierzbica. Ma status sołectwa.
| SIMC    | Nazwa          | Rodzaj    |
| ------- | -------------- | --------- |
| 0641236 | Resztówka      | część wsi |
| 0641259 | Zalesice-Opoka | część wsi |
| 0641242 | Zalesice-Rudna | część wsi |

W latach 1975–1998 miejscowość położona była w województwie radomskim. 1 stycznia 2003 roku ówczesna kolonia Zalesice-Kolonia stała się wsią, a jej częścią stał się ówczesny przysiółek Zalesice-Opoka.
Przy drodze do Zalesic znajduje się cmentarz choleryczny z XIX w. Znajdują się na nim dwa nagrobki z tego okresu.
Wierni kościoła Kościoła rzymskokatolickiego należą do parafii św. Stanisława w Wierzbicy, zaś wierni Kościoła Starokatolickiego Mariawitów należą do parafii Przemienienia Pańskiego w Wierzbicy.